# Haplophyllum balcanicum
Haplophyllum balcanicum är en vinruteväxtart som beskrevs av Vandas. Haplophyllum balcanicum ingår i släktet Haplophyllum och familjen vinruteväxter. Inga underarter finns listade i Catalogue of Life.